# 니노세역
니노세역(일본어: 二ノ瀬駅, にのせえき)은 일본 교토부 교토시 사쿄구에 위치한 에이잔 전철 구라마 선의 역이다. 역 번호는 E15이다.
단선 구간의 거의 중간에 위치하고 낮에는 모든 열차가 본 역에서 교행한다.

## 역사
- 1929년 10월 20일: 구라마 전기철도의 역으로 영업 개시.
- 1942년 8월 1일: 회사 합병으로 게이후쿠 전기철도 구라마 선의 역이 됨.
- 1986년 4월 1일: 게이후쿠 전기철도가 구라마 선을 에이잔 전철에 양도하여 에이잔 전철 구라마 선의 역이 됨.

## 역 구조
상대식 승강장 2면 2선의 무인역이다. 에이잔 전철에서 가장 깊은 산골 분위기의 역이다. 입지 상 휠체어 등은 이용 불가 상태이다.

### 승강장
|  | ■ 구라마 선 (상행) | 다카라가이케・데마치야나기 방면 |
|  | ■ 구라마 선 (하행) | 기부네구치・구라마 방면         |

## 역 주변
이치하라 역에서 본 역까지 선로 양쪽에 단풍 나무의 나무가 심어진 일대가 있어 "단풍 터널"로서 가을에는 차창으로 단풍을 즐길 수 있다. 단풍 시즌의 11월에 개최된다.

## 사진

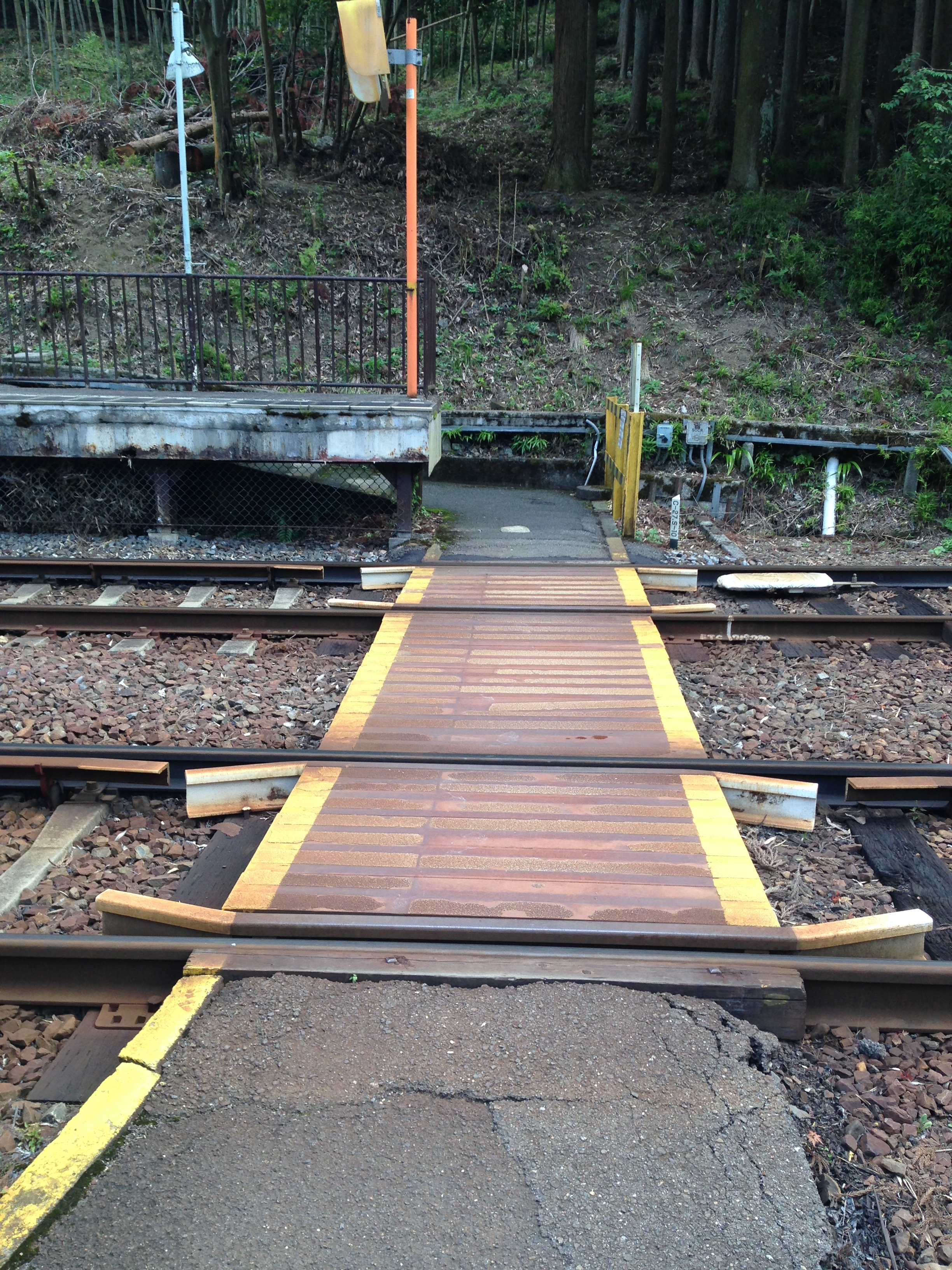
역 구내 건널목
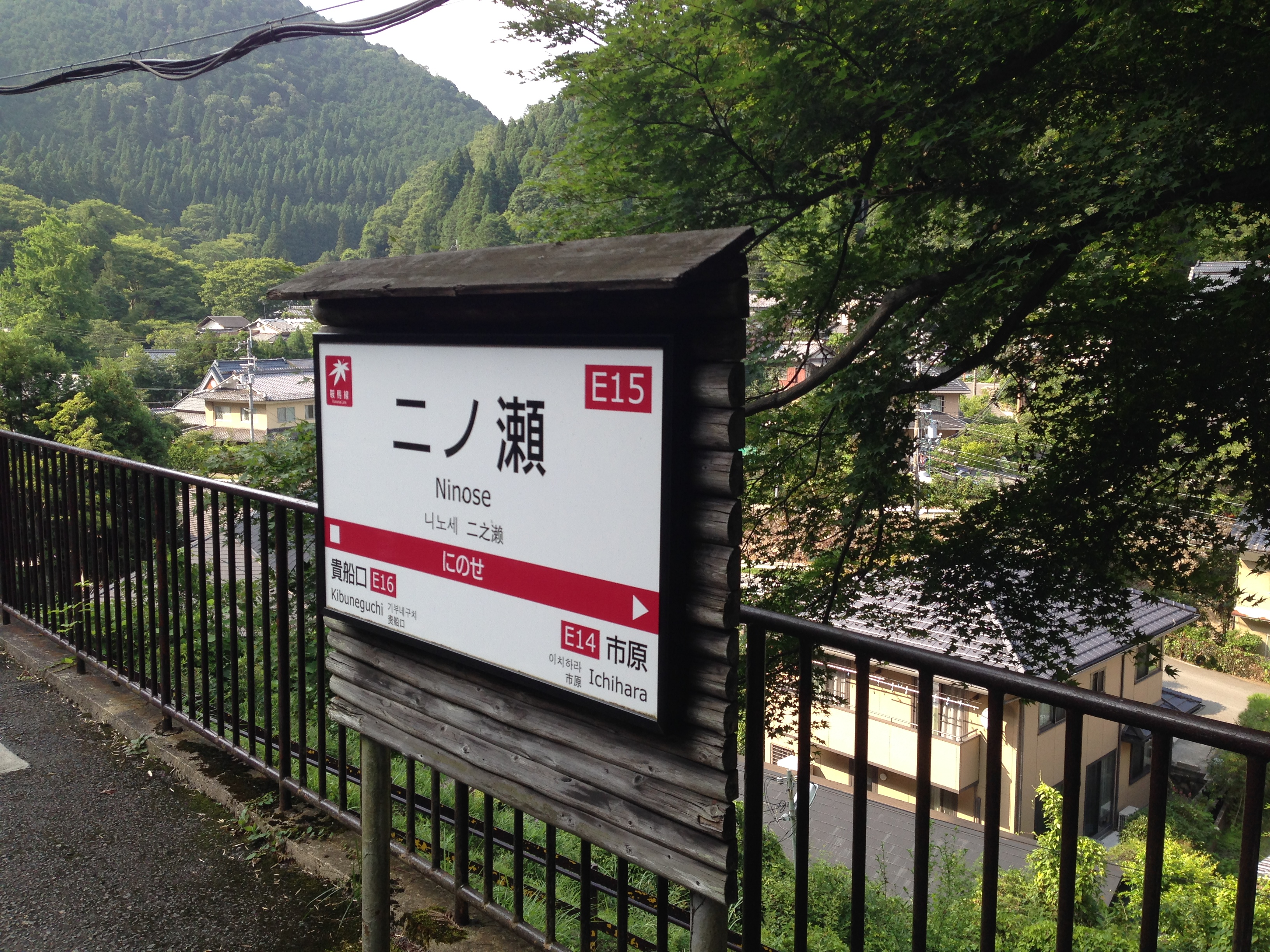
역명판
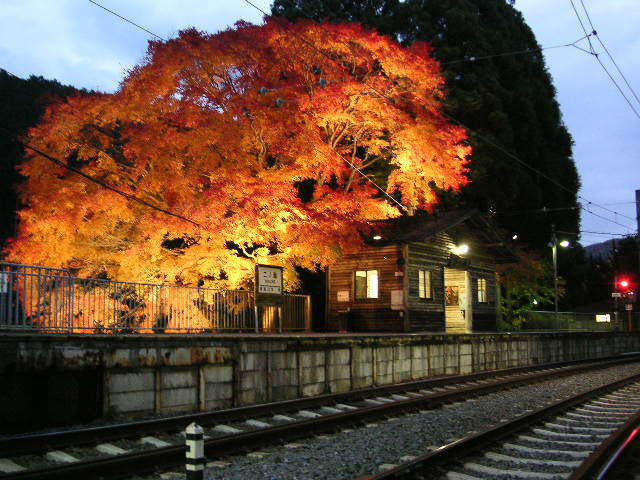
"기부네 단풍"에서 조명된 역 구내의 단풍

## 인접역
| 에이잔 전철 ■ 구라마 선        | 에이잔 전철 ■ 구라마 선 | 에이잔 전철 ■ 구라마 선    |
| ------------------------------ | ----------------------- | -------------------------- |
| E14 이치하라 다카라가이케 방면 |                         | 기부네구치 E16 구라마 방면 |